# Dicaeum everetti
A Dicaeum everetti  a madarak osztályának verébalakúak (Passeriformes) rendjébe és a virágjárófélék (Dicaeidae) családjába tartozó faj.

## Rendszerezése
A fajt Richard Bowdler Sharpe angol zoológus és ornitológus írta le 1894-ben, a Prionochilus nembe Prionochilus everetti néven. Egyes szervezetek a Pachyglossa nembe sorolják Pachyglossa everetti néven, áthelyezését, még nem fogadták el. Tudományos faji nevét Alfred Hart Everett angol katona és zoológus tiszteletére kapta.

## Alfajai
- Dicaeum everetti bungurense (Chasen, 1935)
- Dicaeum everetti everetti (Sharpe, 1877)
- Dicaeum everetti sordidum (Robinson & Kloss, 1918)[1]

## Előfordulása
Brunei, Indonézia és Malajzia területén honos. Természetes élőhelyei a szubtrópusi és trópusi síkvidéki esőerdők, mangroveerdők és száraz erdők, valamint ültetvények. Állandó, nem vonuló faj.

## Megjelenése
Testhossza 10 centiméter.

## Természetvédelmi helyzete
Az elterjedési területe nagy, de csökken, egyedszáma szintén csökken. A Természetvédelmi Világszövetség Vörös listáján mérsékelten fenyegetett fajként szerepel.